# أفراح حزينة
أفراح حزينة رواية للكاتب الفلسطيني عارف الرنتيسي والتي الفها في عام 2012, روايته احتوت محطات ذاكرة مؤلمة، خواطر وقصص وحكايات واقعية هي: أفراح حزينة، ملل قاتل، ذكريات مؤلمة، عودة محمودة، فأل خير، انقلاب حميد، ليل بلا نوم، شمس الحرية، مشروع عرس، سادية العدو، صلاة الفجر، لقاء الأحبة. كلها أنات جرحى وثكالى، وبؤس مقعدين ويتامى، وصبر القابعين في غياهب السجون.

## اقتباسات من الرواية
- «ويستحيل الفرح حزنا، والقاء تفرقا.! هكذا هو منطق الحياة»
- «هكذا هو المواطن الفلسطيني، استطاع أن يحيل أحزانه أفراحا، ودموعه ورودأً»[2]
- «تغادر الطيور..ولابد ان يعود كل طير إلى عشه»
- «في بلادي بحب أعيش بلا ديّن..... وعُمُر قلبي ماهو بَليدِين............ ياويل اللي عاش في هالدنيا بلا دين...... مايعرف حقه إذا حقه إنسلب»
- «قناعته أن الشهادة أقوى سلاح»
- «رغم السجن والقهر إلا أنه درس ونجح»
- «الوطن غالي، ارواحنا فداه»
- «إلى أن فُتح من السجن... خرج منه عشيق الوطن»
- «كيف نخمد ثورتنا»
- «وآخر ماقالته وهي ترمقهُ بعينيها: إذهب.. إلى حيث تمنيت»
- «الوطن غالي، والجنة بدها رجال»
- «تنتصر الأقلام، وتدوي الكلمات، في سماء الإيذاء ويبقى شعاع الحق، مضيئا في أروقه الظلام ويبقى الأمل نبراسا، يشحذ همم الشباب وتظل قضيتنا منارة، تصعد بها وإليها الأجيال»[3]

## وصلات خارجية
- - آراء القراء حول رواية أفراح حزينة على موقع أبجد